# Lars Christopher Vilsvik
Lars Christopher Vilsvik est un footballeur germano-norvégien, né le 18 octobre 1988 à Berlin. Il évolue au poste de milieu défensif.

## Palmarès
- Strømsgodset IF
  - Vainqueur de la Coupe de Norvège en 2010.